# IWGP Global Heavyweight Championship
IWGP Global Heavyweight Championship – tytuł mistrzowski wrestlingu promowany przez japońską federację New Japan Pro-Wrestling (NJPW). Tytuł jest oficjalnie ogłoszony 11 grudnia 2023 roku. Inauguracyjnym mistrzem był David Finlay.

## Historia
Podczas Power Struggle 2023, po tym, jak Will Ospreay obronił mistrzostwo IWGP United States Heavyweight Championship przeciwko Shocie Umino w walce wieczoru, lider Bullet Club David Finlay zniszczył młotkiem zarówno pas USA, jak i niestandardowy pas Ospreaya IWGP United Kingdom Heavyweight Championship po zaatakowaniu Ospreaya i byłego mentora Umino, Jona Moxleya z AEW, a na Wrestle Kingdom 18 zaplanowano three-way match dla tej trójki.
Na konferencji prasowej 6 listopada 2023 roku prezes NJPW Naoki Sugabayashi ogłosił, że nowe mistrzostwo zastąpią w tej walce mistrzostwo Stanów Zjednoczonych w wadze ciężkiej. 11 grudnia na kolejnej konferencji prasowej ogłosił nazwę nowego mistrzostwa, IWGP Global Heavyweight Championship.

## Panowania
| Nr        | Ogólny numer panowania                                       |
| Panowanie | Liczba panowań konkretnego mistrza                           |
| Dni       | Liczba dni panowania                                         |
| Obrony    | Liczba udanych obron                                         |
| N/A       | Nieznana informacja                                          |
| +         | Oznacza, że liczba dni w posiadaniu wzrasta z kolejnym dniem |

| Nr | Mistrz       | Zmiana mistrza  | Zmiana mistrza                     | Zmiana mistrza   | Statystyki panowania | Statystyki panowania | Statystyki panowania | Notka                                                                                      | Odn.  |
| Nr | Mistrz       | Data            | Gala                               | Miejsce          | Panowanie            | Dni                  | Obrony               | Notka                                                                                      | Odn.  |
| -- | ------------ | --------------- | ---------------------------------- | ---------------- | -------------------- | -------------------- | -------------------- | ------------------------------------------------------------------------------------------ | ----- |
| 1  | David Finlay | 4 stycznia 2024 | Wrestle Kingdom 18                 | Tokio, Japonia   | 1                    | 50                   | 1                    | Pokonał Willa Ospreaya i Jona Moxleya w three-way matchu i został inauguracyjnym mistrzem. | [ 4 ] |
| 2  | Nic Nemeth   | 23 lutego 2024  | The New Beginning in Sapporo Noc 1 | Sapporo, Japonia | 1                    | 71                   | 2                    |                                                                                            | [ 5 ] |
| 3  | David Finlay | 4 maja 2024     | Wrestling Dontaku Noc 2            | Fukuoka, Japonia | 2                    | 245                  | 4                    |                                                                                            | [ 6 ] |
| 4  | Yota Tsuji   | 4 stycznia 2025 | Wrestle Kingdom 19                 | Tokio, Japonia   | 1                    | 162                  | 4                    |                                                                                            | [ 7 ] |
| 5  | Gabe Kidd    | 15 czerwca 2025 | Dominion 6.15 in Osaka-jo Hall     | Osaka, Japonia   | 1                    | 19+                  | 1                    |                                                                                            | [ 8 ] |

## Łączna ilość posiadań
Na stan z 4 lipca 2025
| † | Oznacza obecnego mistrza |

| Miejsce | Wrestler     | Liczba panowań | Liczba obron | Łączna liczba dni |
| ------- | ------------ | -------------- | ------------ | ----------------- |
| 1       | David Finlay | 2              | 5            | 295               |
| 2       | Yota Tsuji   | 1              | 4            | 162               |
| 3       | Nic Nemeth   | 1              | 1            | 71                |
| 4       | Gabe Kidd †  | 1              | 1            | 19+               |